# Jan Morris
Jan Morris, James Morris fram till 1972, född 2 oktober 1926 i Clevedon i Somerset, död 20 november 2020 i Pwllheli i Gwynedd, var en brittisk författare och journalist. Hon är mest känd som författare av reseskildringar och böcker om olika städer och länder.
Morris föddes som barn till en engelsk mor och walesisk far. Efter utbildning vid universitetet i Oxford, där hon tillhörde colleget Christ Church, tjänstgjorde hon i medelhavsområdet för brittiska armén. Därefter blev hon journalist på anrika The Times i London. År 1953 deltog hon som reporter i den expedition som blev först med att erövra Mount Everests topp, och Morris blev först i världen med att sända ut nyheten att Edmund Hillary bestigit världens högsta berg.
Hon föddes som man, under namnet James Morris. I boken Conundrum skildrar hon öppenhjärtigt sin transsexualism och den kroppsliga och sociala förvandlingen från man till kvinna. Hon började redan på 1950-talet att ta kvinnliga hormonpreparat, i väntan på en fullbordande könskorrigerande operation. År 1972 genomgick hon slutligen en sådan på en klinik i Marocko. Efter det bytte hon namn till Jan.
Från 1949 fram till operationen 1972 var hon gift med en kvinna, Elizabeth Tuckniss, som hon har flera barn tillsammans med. Efter operationen var paret tvungna att skilja sig officiellt av juridiska skäl. De har dock hela tiden fortsatt att leva tillsammans, och år 2008 gifte de om sig i en partnerskapsceremoni. Under en tid bodde hela familjen på en herrgård, Trefan, i Llanystumdwy i norra Wales. Efter att barnen flyttat ut, sålde Morris denna herrgård och flyttade istället in i ett mindre hus nära herrgården. Det nya huset gav hon namnet Trefan Morys (Morys är den walesiska formen av Morris).